# Château de Bouzillon
Le château de Bouzillon est un château de la commune de Rambervillers dans le département des Vosges en région Lorraine.

## Situation
Le château est situé à l'écart de la ville, à 3 km au sud du centre ville. On y accède depuis la route départementale 46 par un petit chemin de 500 m passant sur le Padozel.
Sur les cartes IGN au 1:25000, le lieu est indiqué sous les termes ferme de Bouzillon.

## Histoire
Le château est construit par Gabriel-François de Paule-Antoine Collinet de La Salle en 1675, à l'emplacement d'un château du XVe siècle dont il subsiste le portail d'entrée (Cense-fief). Des parties arrière ont été ajoutées aux XIXe siècle et XXe siècle.
Le château ne fait actuellement l'objet d'aucune inscription ou classement au titre des monuments historiques.

## Description
Le château rectangulaire du XVIIe siècle a quatre niveaux d'élévation, trois sur les façades et un sous-toiture. Les ajouts des XIXe siècle et XXe siècle donnent à l'ensemble une forme de L.
A l'intérieur, le Grand salon est décoré de peintures de style et d'époque Louis XVI, avec des médaillons sur les murs représentant des  contes pour enfants et pour adultes, et une fresque sur le manteau de la cheminée figurant la famille Collinet de La Salle sur la terrasse du château. Une pièce attenante possède des boiseries rocaille.